# Olga Alexandrowna Sedakowa

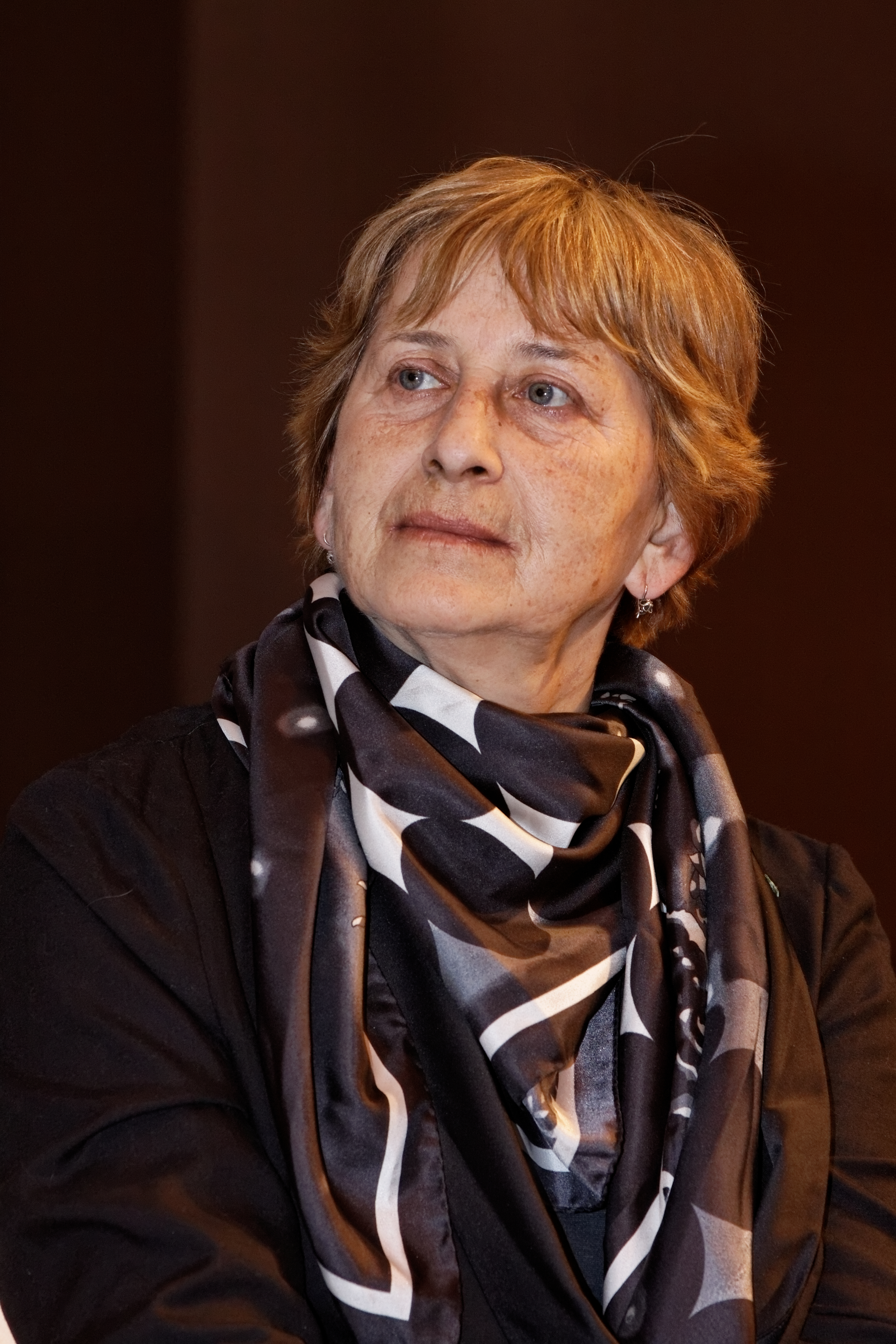
Olga Alexandrowna Sedakowa (2012)

Olga Alexandrowna Sedakowa (russisch Ольга Александровна Седакова; * 26. Dezember 1949 in Moskau) ist eine sowjetische bzw. russische Slawistin, Kulturologin, Lyrikerin und Hochschullehrerin.

## Leben
Sedakowa stammte aus einer Militäringenieursfamilie. Als Schülerin besuchte sie das Literaturstudio im Pionierpalast, und ihre Gedichte wurden in verschiedenen Zeitungen gedruckt.
Nach dem Mittelschulabschluss 1968 studierte sie an der Lomonossow-Universität Moskau (MGU) in der Slawistik-Abteilung der Philologie-Fakultät mit Abschluss 1973.
Darauf war Sedakowa in Moskau 1973–1974 wissenschaftliche Mitarbeiterin der Staatlichen Lenin-Bibliothek (GBL) und 1976–1988 außerplanmäßige Referentin für ausländische Philologie des Instituts für Wissenschaftliche Information zur Gesellschaftswissenschaft der Akademie der Wissenschaften der UdSSR (AN-SSSR, seit 1991 Russische Akademie der Wissenschaften (RAN)). Sie war mit Wenedikt Jerofejew befreundet und bewahrte das Manuskript seines Werks Moskwa-Petuschki auf.
Zum Abschluss der Aspirantur (1981–1983) bei Wjatscheslaw Iwanow am Institut für Slawistik und Balkanistik der AN-SSSR verteidigte Sedakowa 1983 ihre Dissertation über die rituelle Terminologie und Struktur des rituellen Textes beim Bestattungsritus der Ost- und Südslawen mit Erfolg für die Promotion zur Kandidatin der philologischen Wissenschaften.
Sedakowa wurde 1991 wissenschaftliche Senior-Mitarbeiterin des Instituts für Weltkultur der MGU. Ihr Mentor war Sergei Awerinzew. Gleichzeitig hielt sie außerplanmäßig Vorlesungen und leitete Seminare am Lehrstuhl für Weltkulturgeschichte und -theorie der Philosophie-Fakultät der MGU. Themen waren die gesamte Poetik, Dantes Göttliche Komödie und ihre Rezeption in der Poesie des Modernismus, Alexander Puschkins Worte und der Widerstand dagegen in der russischen Kultur, das Verhältnis von Kunst und Religion, Theorie und Praxis des Übersetzens u. a.
Das erste Buch mit Sedakowas Gedichten war 1986 in Paris erschienen. Weitere Bücher folgten und wurden vielfach übersetzt. Sie nahm an internationalen Konferenzen im In- und Ausland teil und hielt Vorlesungen an Universitäten in Europa und den USA. Sie beteiligte sich an Poesiefestivals in Italien, Großbritannien, Belarus, Deutschland und den Niederlanden. Seit 1996 ist sie Mitglied des Kuratoriums des Russisch-Orthodoxen Christlichen Philaretos-Instituts.
Im März 2014 verkündete sie mit anderen Wissenschaftlern und Kulturschaffenden ihre Ablehnung der Politik Russlands auf der Krim.
Die Linguistin Irina Sedakowa ist eine Schwester Sedakowas.

## Ehrungen, Preise
- Andrei Bely-Samisdat-Preis (1983)[1]
- Erstpreisträgerin des Solowjow-Preises für Europas christliche Wurzeln des Vatikans (1998, überreicht von Papst Johannes Paul II.)[1][2][8]
- Solschenizyn-Preis (2003)[1][2]
- Ehrendoktorin der Europäischen Geisteswissenschaftlichen Universität Minsk (2003, zusammen mit Juri Kublanowski)[1][2]